# 이호정 (배우)
이호정(1997년 1월 20일 ~ )은 대한민국의 모델, 배우이다.

## 학력
- 2015년 한림연예예술고등학교 패션모델과 졸업

## 출연 작품

### 드라마
| 연도 | 제목                    | 역할         | 방송사   | 비고                 |
| ---- | ----------------------- | ------------ | -------- | -------------------- |
| 2015 | 달의 연인 - 보보경심 려 | 애라         | SBS      |                      |
| 2016 | 불야성                  | 손마리       | MBC      |                      |
| 2018 | 이런 꽃 같은 엔딩       | 한소영       | 네이버TV |                      |
| 2018 | 그녀로 말할 것 같으면   | 이현수       | SBS      |                      |
| 2021 | 알고있지만,             | 윤솔         | JTBC     |                      |
| 2022 | 징크스의 연인           | 조장경       | KBS2     |                      |
| 2023 | 무빙                    | 양세은(†)    | Disney+  |                      |
| 2023 | 도적: 칼의 소리         | 언년이       | Netflix  | 본작의 서브 여주인공 |
| 2025 | 굿보이                  | 마귀(김연하) | JTBC     | 16부작               |

### 영화
| 연도 | 제목                  | 역할          | 비고                                |
| ---- | --------------------- | ------------- | ----------------------------------- |
| 2016 | 숨길 수 없어요        |               |                                     |
| 2017 | 청년경찰              | 이윤정        |                                     |
| 2018 | 검은 바다             | 신미영        |                                     |
| 2019 | 장사리: 잊혀진 영웅들 | 문종녀        |                                     |
| 2019 | 얼굴없는 보스         | 신미영        |                                     |
| 2021 | 인질                  | 샛별(†)       | 본작의 서브 여주인공이자 메인 악녀. |
| 2024 | 탈주                  | 유랑민 소총녀 | 특별출연                            |

### 뮤직비디오
- 김형준 - Sorry I’m Sorry (2012년)
- 케이윌 - 촌스럽게 왜 이래 (2013년)
- 린 - 뒤에서 안아줘 (2014년)
- 린 - 보고싶어 운다 (2014년)
- 틴탑 - 쉽지않아 (2014년)
- 신지수 - HEY JUDE (2015년)
- 빅뱅 - 우리 사랑하지 말아요 (2015년)
- 신승훈 - 마요 (2015년)
- 지코 - 너는 나 나는 너 (2016년)
- 어반자카파 - 널 사랑하지 않아 (2016년)

### 광고
- 나이키 우먼레이스
- 스마트교복
- FUBU
- 지오다노
- 잠뱅이
- 폴햄
- PUMA
- 코나카드